# Масакр у Глогову
Масакр у Глогову је било масовно убиство 64 бошњачких цивила које су извршиле српске снаге, које су чинили припадници Југословенске народне армије (ЈНА), Територијалне одбране (ТО) Братунца, локалне полиције и паравојних јединица из Србије, 9. маја 1992. године. Мирослав Дероњић, предсједник „Општинског одбора Братунац“ који је основала Српска демократска странка (СДС), осуђен је на 10 година затвора од стране Међународног кривичног суда за бившу Југославију због наређивања масакра.

## Позадина
Село Глогова се налази у општини Братунац близу Сребренице у источној Босни и Херцеговини. Године 1991, село је имало 1.913 становника, укључујући 1.901 који су се идентификовали као босански Муслимани (Бошњаци), шест као босански Срби, четири као Југословени, један као босански Хрват и један као „остали“.

## Масакр
Дана 9. маја 1992. године, српске снаге, састављене од Југословенске народне армије (ЈНА), Територијалне одбране Братунца, локалне полиције и српских паравојних јединица, ушле су у Глогову, нападајући ненаоружано и беспомоћно село. Сељани су окупљени у центру села и током напада је убијен одређени број њих. Након што су окупљени, група од око 19 бошњачких мушкараца је погубљена у центру. Нападачи су затим натјерали друге Бошњаке да носе и бацају ова и друга тијела у реку. Након тога, приморани су да се приближе ријеци и такође погубљени. Још једна група од око 20 бошњачких мушкараца окупљена је на сеоској пијаци, а затим је марширала до ријеке и погубљена. Укупно 64 бошњачких цивила је убијено у масакру, а одређени број је присилно расељен. Значајан дио Глогове је срушен, укључујући куће у власништву Бошњака, сеоску џамију и другу приватну имовину.

## Суђење
Дана 4. јула 2002. године, Међународни кривични суд за бившу Југославију (МКСЈ) подигао је оптужницу и издао налог за хапшење против Мирослава Дероњића, шефа „Општинског одбора Братунац“, који је основала СДС. Убрзо након тога, Стабилизационе снаге (СФОР) су га ухапсиле. Дана 10. јула 2002. године, изјаснио се да није крив ни по једној тачки оптужнице из прве оптужнице. Дана 30. септембра 2003. године, склопио је споразум о признању кривице и „без икаквих резерви прихватио пуну одговорност за злочине“. МКСЈ га је осудио на 10 година затвора. Судија Волфганг Шомбург, са издвојеним мишљењем, критиковао је казну као неадекватну за „гнусне и дуго планиране злочине“ које је починио и тврдио да је требало да добије казну „не мању од двадесет година“. Такође је критиковао тужилаштво што се фокусирало само на Дероњићево учешће у Глогови, које је сматрао делом „већег злочиначког плана“. Дероњић је преминуо природном смрћу 19. маја 2007. године.